# Grand Theft Auto: Liberty City Stories
Grand Theft Auto: Liberty City Stories là một trò chơi điện tử phiêu lưu hành động do Rockstar Leeds và Rockstar North hợp tác sản xuất, và Rockstar Games phát hành. Đây là phần thứ chín trong loạt Grand Theft Auto, ban đầu game phát hành độc quyền cho PlayStation Portable vào tháng 10 năm 2005. Một bản chuyển dành cho PlayStation 2 sau đó được phát hành vào tháng 6 năm 2006. Tại thời điểm phát hành, giá bán lẻ đề xuất của bản PS2 có giá khoảng một nửa so với phiên bản PSP, vì phiên bản PS2 không có khả năng trích xuất nhạc nền tùy chỉnh như phiên bản PSP. Các bản cập nhật dành cho thiết bị  iOS, Android và Fire OS cũng lần lượt phát hành vào tháng 12 năm 2015, tháng 2 năm 2016 và tháng 3 năm 2016.
Trò chơi là tựa game 3D đầu tiên trong loạt được phát hành cho các thiết bị cầm tay và tương tự như một phần tiền truyện của Grand Theft Auto III năm 2001, sử dụng cùng thiết lập với Liberty City (một bản hư cấu nhại lại Thành phố New York). Lấy bối cảnh năm 1998, câu chuyện kể về tay mobster Toni Cipriani, một nhân vật được giới thiệu lần đầu trong Grand Theft Auto III, và nỗ lực vươn lên của anh qua các cấp bậc của gia đình tội phạm Leone, trong khi dần tham gia vào cuộc chiến tranh giành quyền lực giữa các tổ chức Mafia khác nhau trong thành phố. Phiên bản PSP có chế độ nhiều người chơi thông qua mạng ad hoc không dây, cho phép tối đa sáu người chơi tham gia vào một số chế độ trò chơi khác nhau.
Liberty City Stories nhận được đánh giá tích cực từ các nhà phê bình và là một thành công về mặt thương mại, bán được hơn 8 triệu bản tính đến tháng 3 năm 2008. Tiếp theo là vào tháng 10 năm 2006 bởi Grand Theft Auto: Vice City Stories, phần tiền truyện Grand Theft Auto: Vice City năm 2002.

## Lối chơi

Toni trên đảo Staunton đi xe moto PCJ-600 với súng máy phụ được trang bị và với hai sao cấp độ truy nã.

Grand Theft Auto: Liberty City Stories là một trò chơi phiêu lưu hành động thế giới mở và được chơi từ góc nhìn thứ ba. Bố cục bản đồ của Liberty City phần lớn tương tự như Grand Theft Auto III, nhưng game cũng kết hợp các yếu tố trong những phiên bản kế nhiệm của Grand Theft Auto III, chẳng hạn như môi trường trong nhà, thay đổi quần áo và xe máy. Mặc dù máy bay và máy bay trực thăng có sẵn ở Vice City và San Andreas, nhưng máy bay không có mặt trong Liberty City Stories, trong khi máy bay trực thăng chỉ xuất hiện thông qua một số khai phá nhất định. Nhằm phù hợp với các trò chơi Grand Theft Auto gần đây, người chơi có thể linh hoạt hơn trong việc di chuyển camera để xem môi trường xung quanh (Grand Theft Auto III bị hạn chế đáng kể về mặt đó). Những thứ bị bỏ qua trong trò chơi là khả năng leo trèo và bơi lội – khi nhân vật tiếp xúc với vùng nước sâu sẽ ngay lập tức tử vong. Thế giới mở của trò chơi tổng thể, dựa trên bố cục ban đầu của Liberty City, nhỏ hơn đáng kể so với San Andreas.
Phiên bản PSP của Liberty City Stories có chế độ nhiều người chơi, với tối đa sáu người thông qua chế độ Wi-Fi ad-hoc (cùng khu vực). Trò chơi có bảy chế độ chơi nhiều người không dây, trong đó các mô hình nhân vật và dân thường khác nhau đến từ chế độ một người chơi avatar. Các chế độ nhiều người chơi đã bị loại bỏ trong phiên bản PS2 và di động.

## Cốt truyện
Năm 1998, tay găng tơ Antonio "Toni" Cipriani (Danny Mastrogiorgio) buộc phải sống bốn năm ở nước ngoài sau khi giết một made man, quyết định quay lại Liberty City. Khi đến nơi, Toni được ông trùm Don Salvatore Leone (Frank Vincent) và một thành viên của gia đình Leone chào đón, Vincenzo "Lucky Vinnie" Cilli (Joe Lo Truglio), tên này tỏ vẻ khinh thường Toni, hắn cũng là một thành viên cũ của gia đình Sindacco đang tìm cách chuyển đổi. Cùng lúc đó, Toni phát hiện ra rằng mẹ của anh (Sondra James) không đồng tình với thứ hạng thấp đó trong gia đình Leone, nên anh buộc phải tránh xa bà khi bà ra lệnh đánh anh. Trong một lần đi làm nhiệm vụ, Toni trốn thoát sau khi bị truy đuổi, anh nhanh chóng phát hiện ra Vincenzo đang tìm cách thế chỗ anh trong gia đình Leone. Vincenzo sau đó dẫn Toni vào một cuộc phục kích khác hòng giết anh, kết quả là Toni thoát khỏi bẫy và giết Vincezo để trả thù. Sau cái chết của Vincezo, Salvatore bắt đầu giao công việc riêng cho Toni, bao gồm cả việc chăm sóc vợ hờ của ông là Maria (Fiona Gallagher).
Toni sớm phát hiện ra bằng chứng cho thấy tên trùm cấp dưới của băng nhóm mafia Sicily là Massimo Torini (Duccio Faggella) đang lên kế hoạch cho các băng nhóm nhỏ giành quyền kiểm soát lãnh thổ của Leones, trong khi Leones tham gia vào cuộc chiến với gia đình Sindacco và Forelli. Sau khi giúp đỡ hộ tống Salvatore ở trung tâm thành phố khi có vấn đề nảy sinh, Toni giành được sự tin tưởng và trở thành made man chính thống trong gia đình Leone, khiến mẹ thu hồi lệnh đánh anh. Toni sớm nhận ra anh được giao nhiệm vụ giết thị trưởng thành phố, hiện đang bị Forellis điều khiển, và hỗ trợ ông trùm truyền thông Donald Love (Will Janowitz) trở thành người thay thế ông ta. Tuy nhiên, Donald bị phá sản sau khi thua đối thủ Miles O'Donovan (John Braden), ông này đã nhanh chóng bắt Salvatore với nhiều cáo buộc ngay sau khi đắc cử. Toni vẫn trung thành với Salvatore, và tiếp tục nhận việc từ  ông trong tù, bao gồm cả việc giết Don Paulie Sindacco (Jeff Gurner) để trả thù cho việc bắt giữ Salvatore. Trong khi đó, Donald cũng nhờ Toni trợ giúp trong việc gầy dựng lại tài sản của ông, và thuê anh phá hủy khu Little Italy do Forelli kiểm soát ở Fort Staunton bằng thuốc nổ, để công ty của Donald nhận tài trợ của thành phố để tái phát triển nó.
Với việc Leones hiện là gia đình Mafia mạnh nhất và duy nhất còn tồn tại ở Liberty City sau thất bại của Sindaccos và Forellis, Salvatore nhận thấy ông đang nằm trong tầm ngắm của các đối thủ, buộc Toni phải bảo vệ ông trước phiên tòa. Sau khi được tại ngoại, Salvatore nhanh chóng suy luận rằng Torini đã tổ chức các cuộc chiến đám đông và gian lận trong bầu cử thị trưởng. Nghi ngờ Torini có khả năng sẽ bắt cóc Thị trưởng O'Donovan để ngăn ông ta từ bỏ cáo buộc chống lại Salvatore, ông tham gia cùng Toni để giải cứu và giết Torini. Đổi lại, Salvatore yêu cầu O'Donovan bảo vệ gia đình ông, điều mà ông miễn cưỡng chấp nhận làm. Ngay sau đó, Salvatore tiết lộ với Toni rằng Torini đang làm việc cho người chú (Bruce MacVittie), ông chú này muốn làm suy yếu quyền kiểm soát của cháu trai đối với thành phố để trả thù vì đã không cống nạp cho ông. Khi Salvatore và Toni đối đầu với ông, chú Leone thừa nhận thất bại và quyết định rời đi để tốt cho Sicily. Khi ông chú không còn là mối đe dọa, Salvatore ổn định với việc kiểm soát thành phố, trong khi Toni được thăng cấp lên caporegime để trả ơn cho sự trợ giúp của anh.

## Phát triển
Như đã nêu trong bản xem trước cho IGN, "Rockstar đã bỏ Renderware để ưu tiên cho một bộ công cụ nội bộ hoàn toàn mới nhằm tối ưu độ phân giải, mật độ kết cấu và hiệu ứng hạt của PSP nhất". Cho đến khi phát hành Liberty City Stories, RenderWare đã là game engine đừng đằng sau mọi trò chơi 3D trong kỷ nguyên Grand Theft Auto III. Liberty City Stories đã sử dụng Image Metrics cho hoạt ảnh khuôn mặt trong trò chơi.
Tháng 4 năm 2013, trò chơi phát hành trên PlayStation 3 thông qua khả năng tương thích ngược của PlayStation 2 trên PlayStation Network.
Một phiên bản nâng cao của trò chơi, với các điều khiển cảm ứng, ánh sáng thời gian thực, kết cấu độ nét cao và khoảng cách hình ảnh, đã được phát hành vào tháng 12 năm 2015 cho iOS, tháng 2 năm 2016 cho Android và tháng 3 năm 2016 cho Fire OS.

## Âm nhạc
Liberty City Stories có mười đài phát thanh, bao gồm sự kết hợp của cả nhạc và bản nhạc có giấy phép được tạo riêng cho trò chơi và các đài phát thanh trò chuyện.
Để triển khai tính năng nhạc phim tùy chỉnh, Rockstar đã đặt làm một ứng dụng có tên là "Rockstar Custom Tracks v1.0" trên trang web chính thức trong phần "Tải xuống". Ứng dụng này cho mọi người cơ hội sử dụng tính năng tùy chỉnh nhạc game. Ứng dụng này dựa trên Exact Audio Copy.

## Tiếp nhận
Grand Theft Auto: Liberty City Stories đã nhận được đánh giá "yêu thích chung" từ các nhà phê bình, theo Metacritic.

### Doanh số
Tại Mỹ, phiên bản PlayStation 2 của Liberty City Stories đã bán 1 triệu bản vào tháng 2 năm 2007. Chỉ riêng tại Mỹ, Liberty City Stories bản PSP đã bán được 980.000 bản và kiếm được 48 triệu đô la vào tháng 8 năm 2006. Trong khoảng thời gian từ tháng 1 năm 2000 đến tháng 8 năm 2006, đây là trò chơi bán chạy thứ 16 được tung ra cho PlayStation Portable ở quốc gia đó. Tính đến ngày 26 tháng 3 năm 2008, Liberty City Stories đã bán được 8 triệu bản theo to Take-Two Interactive. Phiên bản PlayStation Portable của Liberty City Stories đã nhận được giải thưởng doanh số "Double Platinum" từ Entertainment and Leisure Software Publishers Association (ELSPA), cho biết doanh số bán ít nhất 600.000 bản tại Anh. ELSPA đã cấp cho phiên bản PlayStation 2 của trò chơi chứng nhận "Bạch kim", vì đã bán được ít nhất 300.000 bản trong khu vực.